# Nicholas Hoult
Nicholas Caradoc Hoult (sinh ngày 7 tháng 12 năm 1989) là diễn viên người Anh.

## Tiểu sử
Hoult sinh ra ở Wokingham, Berkshire, là con trai của bà Glenis Hoult - giáo viên dạy piano, và ông Roger Hoult - phi công của British Airways. Hoult có 3 anh chị em: anh trai James (1977), chị gái Rosanna (1984) và em gái Clarista (1992).
Năm 2010, Hoult được đề cử giải thưởng BAFTA Rising Star Award.

## Danh mục phim

### Phim điện ảnh

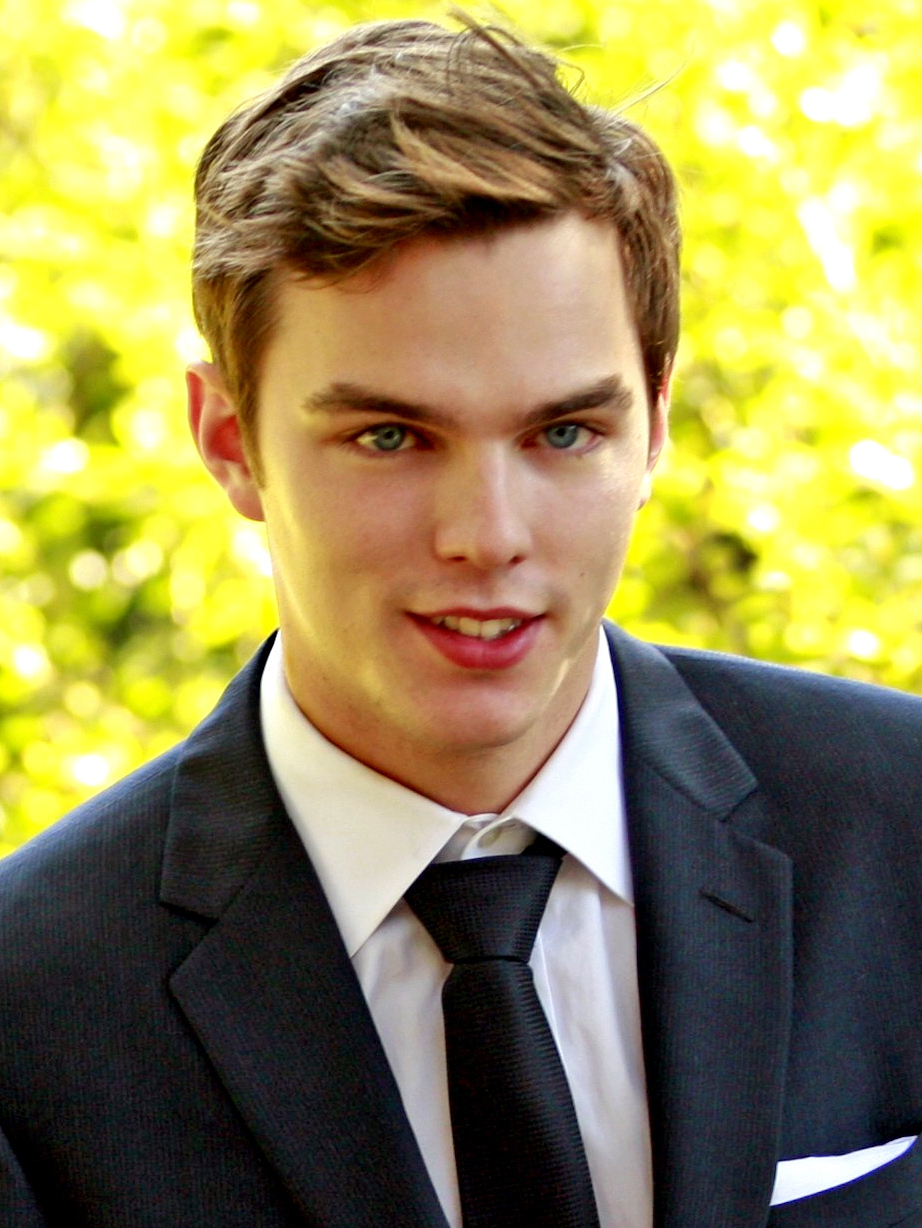
Hoult tại Liên hoan phim Santa Barbara 2009

| Năm  | Tên                                | Vai diễn              |
| ---- | ---------------------------------- | --------------------- |
| 1996 | Intimate Relations                 | Bobby                 |
| 2002 | About a Boy                        | Marcus Brewer         |
| 2005 | Wah-Wah                            | Ralph Compton         |
| 2005 | The Weather Man                    | Mike Spritzel         |
| 2006 | Kidulthood                         | Blake                 |
| 2009 | A Single Man                       | Kenny Potter          |
| 2010 | Cuộc chiến giữa các vị thần        | Eusebios              |
| 2011 | X-Men: Thế hệ thứ nhất             | Hank McCoy            |
| 2013 | Warm Bodies                        | R                     |
| 2013 | Jack the Giant Slayer              | Jack                  |
| 2014 | Young Ones                         | Flem Lever            |
| 2014 | X-Men: Ngày cũ của tương lai       | Hank McCoy            |
| 2015 | Max điên: Con đường tử thần        | Nux                   |
| 2015 | Kill Your Friends                  | Steven Stelfox        |
| 2015 | Dark Places                        | Lyle Wirth            |
| 2016 | Equals                             | Silas                 |
| 2016 | X-Men: Cuộc chiến chống Apocalypse | Hank McCoy            |
| 2016 | Collide                            | Casey                 |
| 2017 | Rebel in the Rye                   | Jerome David Salinger |
| 2017 | Sand Castle                        | Matt Ocre             |
| 2017 | The Current War                    | Nikola Tesla          |
| 2017 | Newness                            | Martin Hallock        |
| 2018 | The Favourite                      | Robert Harley         |
| 2019 | Tolkien                            | J. R. R. Tolkien      |
| 2019 | X-Men: Phượng hoàng bóng tối       | Hank McCoy            |
| 2019 | True History of the Kelly Gang     | Fitzpatrick           |
| 2020 | The Banker                         | Matt Steiner          |
| 2021 | Those Who Wish Me Dead             | Patrick Blackwell     |
| 2022 | Thực đơn bí ẩn                     | Tyler Ledford         |
| 2023 | Renfield: Tay sai của quỷ          | Renfield              |
| 2024 | Garfield: Mèo béo siêu quậy        | Jon Arbuckle          |
| 2024 | Ma cà rồng Nosferatu               | Thomas Hutter         |

### Phim truyền hình
| Năm        | Tên                    | Vai diễn                              | Notes                                                                |
| ---------- | ---------------------- | ------------------------------------- | -------------------------------------------------------------------- |
| 1996       | Casualty               | Craig Morrissey                       | Episode: "It Ain't Me, Babe"                                         |
| 1998       | Silent Witness         | Tom Evans                             | Episode: "An Academic Exercise"                                      |
| 1999       | Ruth Rendell Mysteries | Barry                                 | Episode: "The Fallen Curtain"                                        |
| 2000       | The Bill               | Hugh Austin                           | Episode: "The Squad"                                                 |
| 2001       | Magic Grandad          | Tom                                   | 3 episodes                                                           |
| 2001       | Holby City             | Oscar Banks                           | Episode: "Borrowed Time"                                             |
| 2001       | Doctors                | Conor Finch                           | Episode: "Unfinished Business"                                       |
| 2001       | Waking the Dead        | Max Bryson                            | 2 episodes                                                           |
| 2001       | World of Pub           | 11-year-old show presenter            | Episode: "Sixties"                                                   |
| 2002       | Murder in Mind         | Andrew Wilsher                        | Episode: "Memories"                                                  |
| 2002       | Judge John Deed        | Jason Powell                          | Episode: "Everyone's Child"                                          |
| 2003       | Star                   | Bradley Fisher                        | 7 episodes                                                           |
| 2004       | Keen Eddie             | Edward Mills                          | Episode: "Who Wants to Be in a Club That Would Have Me as a Member?" |
| 2005       | Mystery Hunters        | Himself                               | Episode: "Salem Witches"                                             |
| 2007–8     | Skins                  | Tony Stonem                           | 19 episodes                                                          |
| 2008       | Wallander              | Stefan Fredman                        | Episode: "Sidetracked"                                               |
| 2012       | Robot Chicken          | Harry Potter, Captain America         | Episode: "Collateral Damage in Gang Turf War"                        |
| 2018       | Watership Down         | Fiver                                 | 4 episodies                                                          |
| 2020-2021  | Crossing Swords        | Patrick                               | 20 episodies                                                         |
| 2020- 2023 | The Great              | Pêtr III de Rusia]/ Yemelián Pugachov | 30 episodies                                                         |

### Video âm nhạc
| Năm  | Artist             | Song             |
| ---- | ------------------ | ---------------- |
| 2010 | The Midnight Beast | "Lez Be Friends" |
| 2023 | The Rolling Stone  | "Mess It Up"     |

### Video games
| Năm  | Tên       | Vai diễn | Notes |
| ---- | --------- | -------- | ----- |
| 2010 | Fable III | Elliot   | Voice |

## Các giải thưởng và đề cử
| Năm  | Tên                        | Giải                                                                                             | Kết quả   |
| ---- | -------------------------- | ------------------------------------------------------------------------------------------------ | --------- |
| 2002 | About a Boy                | Phoenix Film Critics Society Award – Best Performance by a Youth in a Leading or Supporting Role | Đoạt giải |
| 2002 | About a Boy                | Young Artist Award for Best Performance in a Feature Film – Leading Young Actor                  | Đề cử     |
| 2002 | About a Boy                | Broadcast Film Critics Association Awards for Best Young Actor/Actress                           | Đề cử     |
| 2011 | X-Men: First Class         | People's Choice Award for Favorite Ensemble Movie Cast                                           | Đề cử     |
| 2011 | X-Men: First Class         | Teen Choice Award for Choice Movie Chemistry                                                     | Đề cử     |
| 2013 | Warm Bodies                | Teen Choice Award for Choice Breakout                                                            | Đoạt giải |
| 2013 | Warm Bodies                | Teen Choice Award for Choice Movie Actor Comedy                                                  | Đề cử     |
| 2013 | Warm Bodies                | Teen Choice Award for Choice Movie Actor Romance                                                 | Đề cử     |
| 2014 | X-Men: Days of Future Past | Teen Choice Award for Choice Movie Scene Stealer                                                 | Đề cử     |